# Resonancia de Lindblad

Animación de resonancias de Lindblad en coordenadas co-rotatorias. La animación muestra las órbitas epicíclicas de las estrellas en una galaxia con un potencial de modelado log (r).

Una resonancia de Lindblad, llamada así por el astrónomo galáctico sueco Bertil Lindblad (1895-1965), es un tipo de resonancia orbital en el que la frecuencia epicíclica de un objeto (la velocidad a la que un ápside sigue a otro) es un múltiplo simple de alguna frecuencia forzada. Las resonancias de este tipo tienden a aumentar la excentricidad orbital del objeto y a hacer que su longitud del periastro se alinee en fase con el objeto por el que es forzado. Las resonancias de Lindblad producen ondas de densidad espirales tanto en las galaxias (donde las estrellas están sujetas a períodos forzados por los propios brazos de la espiral) como en los anillos de Saturno (donde las partículas de los anillos están sujetas a movimientos forzados por los satélites de Saturno).
Las resonancias de Lindblad afectan a estrellas situadas a grandes distancias del centro de un disco galáctico, donde la frecuencia natural de la componente radial de la velocidad orbital de una estrella se acerca a la frecuencia de los máximos gravitacionales encontrados durante su recorrido a través de los brazos espirales. Si la velocidad orbital de una estrella alrededor del centro galáctico es mayor que la de la parte del brazo espiral a través del que está pasando, entonces se produce una resonancia interna de Lindblad. Si la velocidad es más pequeña, entonces se habla de una resonancia externa de Lindblad. En una resonancia interna, la velocidad orbital de una estrella aumenta, desplazándose hacia el exterior. En el caso de una resonancia externa, su velocidad disminuye, lo que causa un desplazamiento hacia adentro.